# Sussargues
Sussargues este o comună în departamentul Hérault din sudul Franței. În 2009 avea o populație de 2.496 de locuitori.

## Evoluția populației
| An        | 1975 | 1982  | 1990  | 1999  | 2006  | 2009  |
| --------- | ---- | ----- | ----- | ----- | ----- | ----- |
| Populație | 577  | 1.060 | 1.718 | 2.125 | 2.283 | 2.496 |